# James Blake
James Riley Blake (Yonkers, Nueva York, 28 de diciembre de 1979) es un extenista estadounidense.
Conocido sobre todo por su potente y veloz derecha plana, Blake consiguió ganar 10 títulos (todos en pistas duras) en 24 finales individuales y otros 7 títulos en 10 finales jugando dobles. Cabe destacar la final de la Tennis Masters Cup de Shanghái en 2006, la final de Indian Wells en 2005, la final de Cincinnati en 2006, fue parte fundamental del equipo estadounidense campeón de Copa Davis en el año 2007 y en los Juegos Olímpicos de Pekín 2008 alcanzó las semifinales. Blake llegó a ser n.º 4 en el ranking de la ATP y n.º 1 de Estados Unidos.
Comenzó a jugar a tenis con 5 años, a los 13 se le diagnosticó escoliosis, y durante toda su adolescencia se vio obligado a llevar un soporte de espalda gran parte del día. A pesar de ello siguió jugando al tenis y encontró su inspiración hablando con Arthur Ashe (su modelo a seguir). Brian Baker fue su primer entrenador y le acompañó desde el inicio hasta su retirada del tenis profesional el 29 de agosto de 2013, al ser eliminado del Abierto de Estados Unidos en su último partido de dobles.
En 2004, un choque contra el poste en un entrenamiento con Robby Ginepri mientras se entrenaban para el Masters de Roma, le provocó una fractura en una vértebra del cuello. Al año siguiente volvió al circuito y fue galardonado con el premio Regreso del Año. En 2008 fue galardonado con otro premio, el Arthur Ashe Humanitarian of the Year. En 2007 se publicó su autobiografía: Breaking Back: How I Lost Everything and Won Back My Life, que debutó en el puesto 22 en la lista de Superventas (Best Seller) de The New York Times.

## Títulos (17; 10+7)

### Individuales (10)
| Leyenda                       |
| Grand Slam (0)                |
| ATP World Tour Finals (0)     |
| ATP Masters 1000 (0)          |
| ATP World Tour 500 Series (1) |
| ATP World Tour 250 Series (9) |

| N.º | Fecha                    | Torneo       | Superficie | Oponente en la final | Resultado      |
| --- | ------------------------ | ------------ | ---------- | -------------------- | -------------- |
| 1.  | 12 de agosto de 2002     | Washington   | Dura       | Paradorn Srichaphan  | 1-6 7-6(5) 6-4 |
| 2.  | 22 de agosto de 2005     | New Haven    | Dura       | Feliciano López      | 3-6 7-5 6-1    |
| 3.  | 10 de octubre de 2005    | Estocolmo    | Dura       | Paradorn Srichaphan  | 6-1 7-6(6)     |
| 4.  | 9 de enero de 2006       | Sídney       | Dura       | Igor Andreev         | 6-3 2-6 7-6(3) |
| 5.  | 27 de febrero de 2006    | Las Vegas    | Dura       | Lleyton Hewitt       | 7-5 2-6 6-3    |
| 6.  | 17 de julio de 2006      | Indianápolis | Dura       | Andy Roddick         | 4-6 6-4 7-6(5) |
| 7.  | 25 de septiembre de 2006 | Bangkok      | Dura       | Ivan Ljubičić        | 6-3 6-1        |
| 8.  | 9 de octubre de 2006     | Estocolmo    | Dura       | Jarkko Nieminen      | 6-4 6-2        |
| 9.  | 14 de enero de 2007      | Sídney       | Dura       | Carlos Moyá          | 6-3 5-7 6-1    |
| 10. | 25 de agosto de 2007     | New Haven    | Dura       | Mardy Fish           | 7-5 6-4        |

### Finalista en individuales (14)
| Leyenda                        |
| Grand Slam (0)                 |
| Tennis Masters Cup (1)         |
| ATP Masters 1000 (2)           |
| ATP World Tour 500 Series (1)  |
| ATP World Tour 250 Series (10) |

| No. | Fecha                   | Torneo                       | Superficie    | Oponente en la final    | Resultado      |
| 1.  | 25 de febrero de 2002   | Memphis                      | Dura          | Andy Roddick            | 6–4, 3–6, 7–5  |
| 2.  | 15 de julio de 2002     | Newport                      | Hierba        | Taylor Dent             | 6–1, 4–6, 6–4  |
| 3.  | 25 de agosto de 2003    | Long Island                  | Dura          | Paradorn Srichaphan     | 6–2, 6–4       |
| 4.  | 8 de agosto de 2005     | Washington                   | Dura          | Andy Roddick            | 7–5, 6–3       |
| 5.  | 20 de marzo de 2006     | Indian Wells                 | Dura          | Roger Federer           | 7–5, 6–3, 6–0  |
| 6.  | 19 de junio de 2006     | Londres/Queen's Club         | Hierba        | Lleyton Hewitt          | 6–4, 6–4       |
| 7.  | 20 de noviembre de 2006 | Tennis Masters Cup, Shanghái | Moqueta       | Roger Federer           | 6–0, 6–3, 6–4  |
| 8.  | 4 de febrero de 2007    | Delray Beach                 | Dura          | Xavier Malisse          | 5–7, 6–4, 6–4  |
| 9.  | 22 de julio de 2007     | Los Ángeles                  | Dura          | Radek Štěpánek          | 7–6(7) 5–7 6–2 |
| 10. | 19 de agosto de 2007    | Cincinnati                   | Dura          | Roger Federer           | 6–1, 6–4       |
| 11. | 17 de febrero de 2008   | Delray Beach                 | Dura          | Kei Nishikori           | 3–6, 6–1, 6–4  |
| 12. | 20 de abril de 2008     | Houston                      | Tierra batida | Marcel Granollers Pujol | 6–4, 1–6, 7–5  |
| 13. | 10 de mayo de 2009      | Estoril                      | Tierra batida | Albert Montañés         | 5-7 7-6(6) 6-0 |
| 14. | 14 de junio de 2009     | Londres Queen's Club         | Hierba        | Andy Murray             | 7-5 6-4        |

### Clasificación en torneos del Grand Slam
| Torneo             | 1999 | 2000 | 2001 | 2002 | 2003 | 2004 | 2005 | 2006 | 2007 | 2008 | 2009 | 2010 | 2011 | 2012 | 2013 | G-P   | Títulos |
| ------------------ | ---- | ---- | ---- | ---- | ---- | ---- | ---- | ---- | ---- | ---- | ---- | ---- | ---- | ---- | ---- | ----- | ------- |
| Australian Open    | -    | -    | -    | 2R   | 4R   | 4R   | 2R   | 3R   | 4R   | CF   | 4R   | 2R   | -    | -    | -    | 21-9  | 0       |
| Roland Garros      | -    | -    | -    | 2R   | 2R   | -    | 2R   | 3R   | 1R   | 2R   | 1R   | -    | -    | 1R   | 1R   | 6-9   | 0       |
| Wimbledon          | -    | -    | -    | -    | -    | -    | 1R   | 3R   | 3R   | 2R   | 1R   | 1R   | 1R   | 1R   | 2R   | 8-11  | 0       |
| US Open            | 1R   | -    | 2R   | 3R   | 3R   | -    | CF   | CF   | 4R   | 3R   | 3R   | 3R   | 2R   | 3R   | 1R   | 25-13 | 0       |
| Tennis Masters Cup | -    | -    | -    | -    | -    | -    | -    | F    | -    | -    | -    | -    | -    | -    | -    | 3-2   | 0       |

### Clasificación en torneos de Masters Series
| Torneo                                                                       | 2000              | 2001              | 2002              | 2003              | 2004              | 2005              | 2006              | 2007              | 2008              | 2009     | 2010     | 2011     | 2012     | 2013     | G-P   | Títulos |
| ---------------------------------------------------------------------------- | ----------------- | ----------------- | ----------------- | ----------------- | ----------------- | ----------------- | ----------------- | ----------------- | ----------------- | -------- | -------- | -------- | -------- | -------- | ----- | ------- |
| Indian Wells                                                                 | R64               | -                 | R64               | CF                | CF                | R32               | F                 | R32               | CF                | R32      | R32      | R64      | -        | R64      | 23-12 | 0       |
| Miami                                                                        | -                 | -                 | R16               | R32               | R128              | R64               | CF                | R64               | CF                | R32      | R64      | R32      | R128     | R32      | 17-12 | 0       |
| Montecarlo                                                                   | -                 | -                 | R64               | R32               | -                 | -                 | -                 | -                 | -                 | -        | -        | -        | -        | -        | 1-2   | 0       |
| Roma                                                                         | -                 | -                 | CF                | R64               | R64               | -                 | R64               | R32               | CF                | R56      | -        | -        | -        | -        | 6-7   | 0       |
| Hamburgo                                                                     | -                 | -                 | R64               | R64               | -                 | -                 | R16               | R16               | R32               | No M1000 | No M1000 | No M1000 | No M1000 | No M1000 | 3-5   | 0       |
| Madrid*                                                                      | No M1000          | No M1000          | R64               | R64               | -                 | -                 | R32               | R32               | R32               | R16      | -        | -        | -        | -        | 2-6   | 0       |
| Canadá                                                                       | -                 | -                 | R32               | R32               | -                 | -                 | R32               | R32               | CF                | -        | -        | -        | -        | -        | 6-4   | 0       |
| Cincinnati                                                                   | -                 | R16               | R32               | R16               | -                 | R64               | R32               | F                 | R16               | R64      | R64      | R16      | R64      | R64      | 16-12 | 0       |
| Shanghái                                                                     | No Masters Series | No Masters Series | No Masters Series | No Masters Series | No Masters Series | No Masters Series | No Masters Series | No Masters Series | No Masters Series | R32      | -        | -        | -        | -        | 1-1   | 0       |
| París                                                                        | -                 | -                 | R32               | R32               | -                 | R32               | R16               | R16               | SF                | R32      | -        | -        | -        | -        | 8-7   | 0       |
| Total                                                                        | 0                 | 0                 | 0                 | 0                 | 0                 | 0                 | 0                 | 0                 | 0                 | 0        | 0        | 0        | 0        | 0        | 82-67 | 0       |
| Leyenda: G:Torneo ganado; F:Finalista; SF:Semifinalista; CF:Cuartos de final |                   |                   |                   |                   |                   |                   |                   |                   |                   |          |          |          |          |          |       |         |

'*'Disputado en canchas duras cubiertas hasta 2008. A partir de 2009 se disputa sobre canchas abiertas sobre tierra batida.

### Dobles (7)
| Leyenda                |
| Grand Slam (0)         |
| Tennis Masters Cup (0) |
| ATP Masters Series (1) |
| ATP Tour (6)           |

| N.º | Fecha                | Torneo       | Superficie    | Pareja        | Oponentes en la final             | Resultado         |
| --- | -------------------- | ------------ | ------------- | ------------- | --------------------------------- | ----------------- |
| 1.  | 5 de agosto de 2002  | Cincinnati   | Dura          | Todd Martin   | Mahesh Bhupathi Max Mirnyi        | 7-5 6-3           |
| 2.  | 3 de marzo de 2003   | Scottsdale   | Dura          | Mark Merklein | Lleyton Hewitt Mark Philippoussis | 6-4 6-7(2) 7-6(5) |
| 3.  | 9 de febrero de 2004 | San José     | Dura          | Mardy Fish    | Rick Leach Brian MacPhie          | 6-2 7-5           |
| 4.  | 12 de abril de 2004  | Houston      | Tierra batida | Mardy Fish    | Rick Leach Brian MacPhie          | 6-3 6-4           |
| 5.  | 26 de abril de 2004  | Múnich       | Tierra batida | Mark Merklein | Julian Knowle Nenad Zimonjić      | 6-2 6-4           |
| 6.  | 15 de abril de 2012  | Houston      | Tierra batida | Sam Querrey   | Treat Conrad Huey Dominic Inglot  | 7-6(14) 6-4       |
| 7.  | 3 de marzo de 2013   | Delray Beach | Dura          | Jack Sock     | Horia Tecau Max Mirnyi            | 6-4 6-4           |

### Finalista en dobles (3)
- 2006: Memphis (junto a Mardy Fish pierden ante Chris Haggard e Ivo Karlović)
- 2007: Basilea (junto a Mark Knowles pierden ante Bob Bryan y Mike Bryan)
- 2013: Memphis (junto a Jack Sock pierden ante Bob Bryan y Mike Bryan)

### Challengers (6)
| N.º | Fecha                    | Torneo        | Superficie | Oponente en la final | Resultado          |
| --- | ------------------------ | ------------- | ---------- | -------------------- | ------------------ |
| 1.  | 18 de septiembre de 2000 | Houston       | Dura       | Michel Kratochvil    | 7-6(5) 6-7(12) 6-3 |
| 2.  | 13 de noviembre de 2000  | Rancho Mirage | Dura       | Cecil Mamiit         | 3-6 6-4 6-2        |
| 3.  | 12 de noviembre de 2001  | Knoxville     | Dura       | Gabriel Trifu        | 6-4 6-4            |
| 4.  | 21 de enero de 2002      | Waikoloa      | Dura       | Martin Verkerk       | 6-2 6-3            |
| 5.  | 2 de mayo de 2005        | Tunica        | Arcilla    | Brian Baker          | 6-2 6-3            |
| 6.  | 9 de mayo de 2005        | Forest Hills  | Arcilla    | Dušan Vemić          | 6-3 6-4            |